# Rawil Ulfatowitsch Maganow

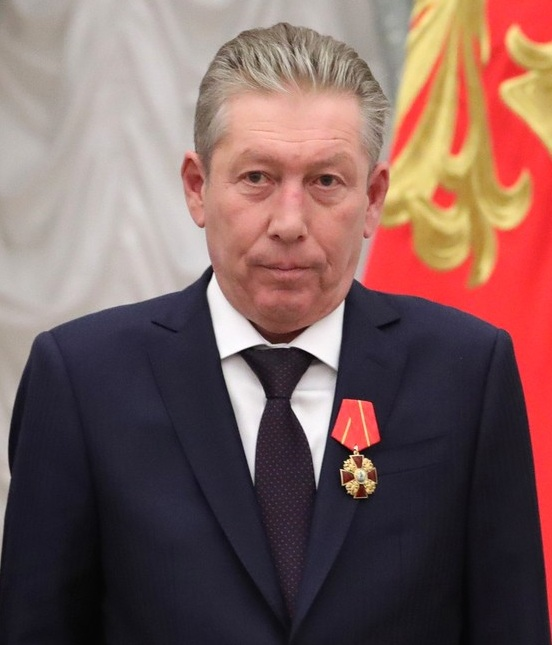
Rawil Ulfatowitsch Maganow (2019)

Rawil Ulfatowitsch Maganow (russisch Равиль Ульфатович Маганов; tatarisch Равил Өлфәт улы Мәганов / Rawil Ölfät uly Mäganow; * 25. September 1954 in Almetjewsk, Tatarische ASSR, Russische SFSR, Sowjetunion; † 1. September 2022 in Moskau) war ein sowjetischer und russischer Manager und von 2020 bis 2022 der Vorsitzende der russischen Erdölgesellschaft Lukoil.

## Laufbahn
Maganow wurde am 25. September 1954 in Tatarstan in der Sowjetunion geboren. Sein Vater war ein Ingenieur und Geologe. Maganows jüngerer Bruder ist der Geschäftsmann und Politiker Nail Maganow. Rawil Maganow schloss 1977 sein Studium an der Moskauer Hochschule für Petrochemie und Gasindustrie ab. Nach seinem Studium war er in der Erdölindustrie tätig und nebenbei in der Lokalpolitik aktiv.
Rawil Maganow wurde im Rahmen des Zusammenbruchs der UdSSR eine der frühen Führungskräfte von Lukoil, einem im November 1991 gegründeten Mineralölkonzern. Maganow begann 1993 für das Unternehmen zu arbeiten. Nach Angaben des Unternehmens war er es, der den Namen Lukoil erdachte und vorschlug. Nach mehreren Führungspositionen (1994 Vizepräsident für Ölförderung, 2006 erster geschäftsführender Vizepräsident des Unternehmens) wurde er 2020 zum Vorstandsvorsitzenden ernannt.
Maganow äußerte sich kritisch zum russischen Überfall auf die Ukraine 2022. Der Vorstand von Lukoil forderte in einem öffentlichen Statement im März 2022 nach dem Beginn der russischen Invasion „einen dauerhaften Waffenstillstand und eine Lösung der Probleme durch ernsthafte Verhandlungen und Diplomatie“ und sprach sein „aufrichtiges Mitgefühl für alle Opfer, die von dieser Tragödie betroffen sind“, aus. Kurz darauf trat der langjährige Geschäftsführer des Unternehmens, Wagit Alekperow, zurück.

### Tod
Maganow starb am 1. September 2022. Über die Todesursache gab es widersprüchliche Angaben; so soll er an einer schweren Krankheit gestorben sein, die nicht weiter spezifiziert wurde (möglicherweise Depressionen und Herzprobleme), oder aber bei einem Sturz aus einem Fenster des Moskauer Zentralklinikums, wobei es sich je nach Quellen aus Moskau um einen Unfall oder um Suizid gehandelt haben soll. Maganow ist nebst Jewgeni Wiktorowitsch Prigoschin einer von mehreren russischen Geschäftsleuten, die 2022 und 2023 unter umstrittenen Umständen ums Leben kamen.